# Orahova
Orahova ist ein Ort in der bosnischen Gemeinde Gradiška. Es liegt in der Bosanska Krajina zwischen Gradiška und Kozarska Dubica am rechten Ufer der Save, die hier die Grenze zu Kroatien bildet, und hat etwa 4.500 Einwohner.
Orahova wurde in den 1860er Jahren besiedelt. Die Siedler stammten aus Serbien. Sie wurden aus dem Land aufgrund ihrer muslimischen Religion vertrieben. Während des Bosnienkrieges wurden sie aus demselben Grund aus Orahova vertrieben, kehrten jedoch nach dem Dayton-Vertrag fast vollständig zurück. Sie vereitelten damit die Pläne der damaligen serbischen Regionalregierung, serbische Flüchtlinge aus Kroatien dauerhaft in Orahova anzusiedeln. Heute sind die Mehrheit der Einwohner Bosniaken, Serben stellen einen sehr geringen Prozentsatz der Einwohnerzahl dar. 
Die drei alten Moscheen wurden während des Bosnienkrieges gesprengt. Diese wurden nach der Rückkehr der Bosniaken zwischen 2001 und 2012 wiederaufgebaut.